# Minera Alumbrera
 Minera Alumbrera YMAD-UTE es una sociedad conformada por el estado argentino y empresas privadas encargada de desarrollar actividades mineras en el Bajo de la Alumbrera, ubicado al este de la provincia de Catamarca en el departamento Belén, al oeste de la cordillera de los Andes y a una altura de 2600 metros sobre el nivel del mar. El yacimiento se encuentra a una distancia de 400 km al noroeste de San Fernando del Valle de Catamarca y a 320 km al sudoeste de San Miguel de Tucumán. La ruta que posibilita el acceso a la mina es la Nacional N.º 40 que une las localidades de Belén, Los Nacimientos y Santa María.

## Composición de la sociedad
Minera Alumbrera YMAD-UTE está conformada por:

### YMAD
Yacimientos Minerales de Aguas Dionisio es una sociedad integrada por el Estado nacional. Esta sociedad es a la que le pertenecen los derechos de exploración y perforación del Yacimiento Bajo de la Alumbrera

### Minera Alumbrera Limited
YMAD ha constituido una unión transitoria de empresas con Minera Alumbrera Limited (MAA) para la explotación de la mina.
Minera Alumbrera Limited está gerenciada por Xstrata Plc (basada en Suiza), la cual tiene el 50% del paquete accionario. A su vez, las empresas canadienses Goldcorp Inc y Northern Orion Resources Inc cuentan con el 37,5% y el 12,5% respectivamente.

## Inversión y proyecto
Bajo de la Alumbrera es uno de los principales yacimientos metalíferos del mundo que se explota a cielo abierto, en el cual se invirtieron US$ 800 millones para su puesta en marcha en 1997.
La producción minera anual asciende a 120 millones de toneladas métricas. El material se extrae con cuatro palas eléctricas de gran escala y se transporta a través de una flota de 36 camiones mineros con capacidad para 220 toneladas.
Mediante procesos de trituración, molienda y flotación de gran escala, Bajo de la Alumbrera produce un promedio anual de 650.000 toneladas de concentrados que contienen 180.000 toneladas de cobre y 600.000 onzas troy de oro.
El oro se recupera tanto en forma de oro doré por medio de un proceso físico gravitacional como en el concentrado, el cual se procesa en refinerías internacionales para obtener el producto final.

### Descripción del proceso

#### Planificación
El Departamento de Servicios Técnicos de la Mina planifica la extracción a corto y largo plazo, utilizando equipos y tecnología de avanzada.
La Sección Geología estima los recursos minerales y el control del mineral, que es el muestreo de voladuras que se analizan en el laboratorio para determinar el contenido de oro y cobre. También administra la pila de acopio.

#### Extracción
La Ingeniería Geotécnica se ocupa del diseño y la estabilidad de la pendiente, el desecado de la cantera, análisis de perforación, voladuras y estabilidad de las escombreras.
El Sistema de comunicación Dispatch rastrea la ubicación y el movimiento de los equipos móviles y permite su asignación dinámica.
La topografía favorable permitió que sólo se hiciera un destape de 25 millones de toneladas métricas. La extracción se realiza en terrazas de 17 metros de altura.
Los principales equipos están formados por 5 de las cuales son 4 palas eléctricas y una pala diésel , 12 perforadoras giratorias, 50 camiones de acarreo y una flota auxiliar de topadoras de orugas y neumáticos, motoniveladoras, cargadores frontales y camiones cisternas.
Se construyó un taller de ocho bahías de mantenimiento de equipos móviles. Allí se lleva a cabo la reparación de neumáticos y se lavan los camiones. Además, el lugar cuenta con una instalación de carga de combustible con dos tanques de 500 metros cúbicos cada uno.

#### Procesamiento
Minera Alumbrera procesa el mineral usando circuitos de trituración, molienda, flotación y concentración gravitacional.
La producción anual es de alrededor de 650.000 toneladas de concentrados que contienen aproximadamente 180.000 toneladas de cobre metálico y 600.000 onzas troy de oro.
El oro se obtiene en el concentrado y también en forma de doré, producto de la concentración gravitacional.
Tanto el concentrado de minerales de cobre y oro como el doré conteniendo oro, se exportan a fundiciones y refinerías internacionales para obtener los metales finales cobre y oro.El proceso productivo genera colas o relaves, que fluyen por gravedad hasta el dique de colas donde finalmente se depositan. El dique de colas se encuentra al sur del concentrador. El muro del dique se construye con material estéril de la mina y las mismas colas, que drenan el agua contenida hacia una zona de colección de agua clara desde donde reciclada para ser utilizada en el concentrador o planta de tratamiento.
Al régimen de producción actual, las reservas de la mina posibilitan una vida de la mina que se extiende hasta el año 2015.

#### Planta de Filtro
Una vez en la Planta de filtros, el concentrado ingresa a dos tanques de agitación paralelos, de 2000 m³ de capacidad.
Uno de ellos almacena el agua del proceso de filtración, luego de pasar por un espesador de 23 metros de diámetro que aumenta el contenido de sólidos de 10% a 70%, antes de enviarlo al otro tanque igualador de filtros.
Tres prensas de 120 m² utilizan aire y filtración de alta presión para disminuir el contenido de agua del concentrado de 37% a menos de 8%.
Los filtros descargan la masa coalescida de polvo en una zona de almacenamiento desde la cual se carga el concentrado recuperado en los vagones.
En el Laboratorio de Ambiente el filtrado del agua procedente de la suspensión se somete a procesos de tratamientos primarios, secundarios y terciarios. En este sentido, Minera Alumbrera cumple con las normas de calidad provinciales, precisamente con la resolución 030 del SIPROSA: Sistema Provincial de Salud de Tucumán. Pero no se adecua a las normas nacionales ya que viola la Ley de Residuos Peligrosos (24.051). Por ello, en Tucumán, Minera Alumbrera tiene abierta una causa penal catalogada: "Juan Antonio Gonzáles y su denuncia por violación a la ley nacional 24.051.
El 12 de agosto de 2013, el Instituto de Ecología Genética y Evolución de Buenos Aires (IEGEBA) – dependiente del Conicet y la Universidad de Buenos Aires (UBA)- remitió al juez federal Fernando Poviña, un informe en el que se asienta la contaminación con cobre en aguas del canal DP2, afluente de la cuenca Salí-Dulce. El análisis de estas aguas residuales detectó la presencia de cobre, selenio (un mineral radiactivo) y mercurio. Los ecotoxicólogos de esta institución afirmaron que los valores de cobre detectados exceden los niveles de parámetros en cuanto a la protección para la vida acuática. “Los efectos negativos del cobre para la salud pública (gastrointestinales) son probables a largo plazo dado la capacidad de este metal de bio-acumularse tanto en peces como humanos que consumen la fauna acuática”, agrega. No solo esto sino que el estudio expone que la actitud de la empresa Minera Alumbrera en cuanto al tratamiento del agua residual en la planta de secado “denota una gran negligencia en el tratamiento de efluentes”.  Ni que hablar de que todos los seres vivos que necesiten beber de esas aguas, acumularan los metalíferos en su organismo, sin posibilidad de revertir esto. Plantas, animales y humanos. Todos contaminados.
La empresa en cuestión sigue alegando que trabajan respetando todas las normas y leyes ambientales. La resolución 030 del 17 de febrero de 2009 de la provincia de Tucumán es un hecho de inconstitucionalidad. Se permiten valores superiores de contaminación a los estipulados en una ley de jerarquía mayor a nivel nacional como lo es la Ley de Residuos Peligrosos n.° 24.051, sancionada el 17 de diciembre de 1991.[cita requerida]

#### Ferrocarril
Minera Alumbrera adquirió cuatro locomotoras de 3000 HP y 182 vagones que cuentan con tapas de fibra de vidrio para mantenerlos completamente cerrados.
Cada formación puede llevar más de 52 vagones con una capacidad de 56 toneladas métricas de concentrado cada uno.
Se prevé la salida de 23 trenes mensuales desde la Planta de Filtros hacia el puerto. Minera Alumbrera contrató al ferrocarril Nuevo Central Argentino, propietario de la concesión, a fin de que sus ingenieros y maquinistas operaran los trenes que recorren Tucumán-Rosario.
El mantenimiento de todo el material rodante se realiza en instalaciones especiales del Puerto Alumbrera con personal propio

#### Puerto Alumbrera
Las instalaciones portuarias se encuentran en San Lorenzo, próximas a Rosario, provincia de Santa Fe. Se trata de un arrendamiento de 12 ha con una playa de maniobras de 8.200 metros de vías. El concentrado de los vagones se descarga mediante una excavadora, en aproximadamente ocho minutos cada uno. Luego se lo transfiere a un galpón que cuenta con una capacidad para 60.000 toneladas métricas.
Previo a la carga de los barcos, el material pasa por una estación de muestreo y una báscula dinámica para el control del producto.
El muelle de carga de Puerto Alumbrera es el último muelle sobre el Río Paraná apto para operar con buques de hasta 32 pies de calado. El muelle fue diseñado para recibir y operar con buques tipo "Panamax", de hasta 60.000 toneladas de capacidad de carga.
El muelle está compuesto por cinco dolphins centrales y dos de amarre, uno aguas arriba y otro aguas abajo. No se requiere el uso de remolcadores para el amarre de buques.
Puerto Alumbrera cuenta con una capacidad máxima de almacenamiento de concentrado de cobre de hasta 60.000 toneladas.
El régimen máximo de carga es de 1.250 toneladas por hora. La capacidad máxima de descarga de trenes es de 420 toneladas por hora.
Minera Alumbrera comercializa el 90% de la producción anual de concentrado de cobre a través de contratos de venta a largo plazo: 35% al Lejano Oriente, 35% a Europa y 20% a América del Norte y del Sur. El 10% restante se vende en el mercado "spot" a través de "traders".

## El informe Stamboulian
El proyecto fue blanco de muchas críticas y controversias. Durante mucho tiempo se acusó a la empresa de causar muertes por contaminación, cáncer y otras enfermedades producto de la explotación de minerales. La Fundación Centro de Estudios Infectológicos (FUNCEI) del Dr. Daniel Stamboulian realizó un estudio de impacto ambiental en el año 2010 y determinó que no hay contaminación ambiental ni efectos sobre la salud de la población producidos por la minería en el Bajo de la Alumbrera.